# Izabelin (Varsovie-ouest)
Pour les articles homonymes, voir Izabelin.
Izabelin [izaˈbɛlin] est un village polonais, situé dans la gmina d'Izabelin de la Powiat de Varsovie-ouest dans la voïvodie de Mazovie dans le centre-est de la Pologne.
Il est le chef-lieu (siège administratif) de la gmina d'Izabelin.
Il se situe à environ 7kilomètres au nord de Ożarów Mazowiecki et à 5 kilomètres au nord-ouest de Varsovie.
Le village a une population de 3 405 habitants en 2006.